# Wolfram Hatz
Wolfram Hatz (* 25. Mai 1929; † 10. April 2012) war ein deutscher Unternehmer.

## Werdegang

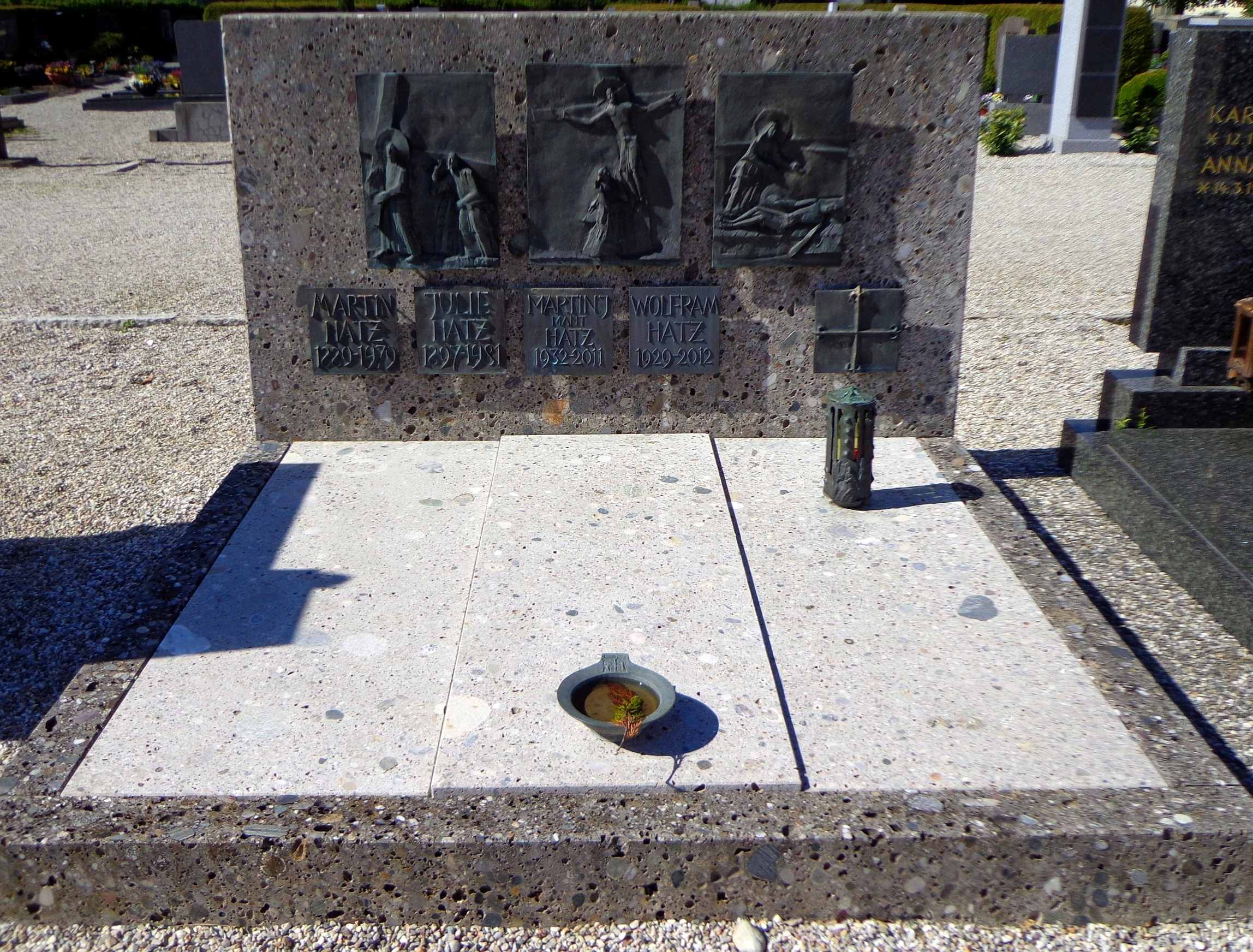
Grab der Familie Wolfram Hatz auf dem Friedhof bei der Marienkirche in Ruhstorf an der Rott

Hatz entstammt einer niederbayerischen Unternehmerfamilie aus Ruhstorf an der Rott. Nach Abschluss als Diplom-Kaufmann trat er in die familieneigene Motorenfabrik Hatz ein. Als Geschäftsführer bestimmte er die Entwicklung zu einer international renommierten Firma mit.
Die Unternehmensleitung wurde 1996 von seinem Sohn Wolfram Franz Martin Hatz (jun.) übernommen, der die Leitung bis 2016 erfolgreich innehatte.
Von 1970 bis 1998 war Wolfram Hatz (sen.) Mitglied der Vollversammlung der IHK Niederbayern. 1983 wurde er zum Vizepräsidenten der IHK und 1990 einstimmig zum Präsidenten der IHK gewählt. Von 1994 bis 1998 gehörte er auch dem Vorstand des Deutschen Industrie- und Handelstages (DIHT) an.
Am 10. April 2012 starb Wolfram Hatz im Alter von 82 Jahren.

## Ehrungen
- 1987: Ehrenring des Landkreises Passau
- 1987: Verdienstkreuz 1. Klasse der Bundesrepublik Deutschland
- 1998: Ehrenpräsident der IHK Niederbayern
- 1998: Großes Bundesverdienstkreuz
- Bayerischer Verdienstorden
- Staatsmedaille für besondere Verdienste um die bayerische Wirtschaft
- goldener Ehrenring der IHK